# Zaskrbljujoče muze (Giorgio de Chirico)
Zaskrbljujoče muze (italijansko Le Muse inquietanti, 1916, 1917 ali 1918) je slika italijanskega metafizičnega slikarja Giorgia de Chirica.
Zaskrbljujoče muze so bile naslikane med prvo svetovno vojno, ko je bil De Chirico v Ferrari. Castello Estense, blizu katerega je živel de Chirico, je v ozadju, rjasto rdeča in med industrijskimi stavbami. Spredaj sta muzi, oblečeni v klasična oblačila. Ena stoji in druga sedi, postavljeni pa sta med različne predmete, vključno z rdečo masko in palico, kar je aluzija na Melpomeno in Talijo, muzi tragedije in komedije. Kip na podstavku v ozadju je Apolon, vodja muz.
Giorgio Castelfranco, zbiralec umetnin in kritik, je sliko leta 1948 opisal:
Prostori so fantastično dominirani in prežeti, do te mere, da je na trenutke dosežena lirična sočasnost različnih koordinatnih sistemov; to se jasno zgodi v Metafizični notranjosti in tudi v Zaskrbljujočih muzah, kjer je škatla v ospredju vidna skozi perspektivo sedeče muze in torej za opazovalca v obrnjeni perspektivi ... de Chiricova posebna miselnost in kultura v tistih letih, ustanovljena v smeri umetnosti in mišljenja, ki je vsekakor – širše povedano – antiimpresionistična: idealistična kritika kategorij časa in prostora, ki je našla patetične, mikavne izraze v Schopenhauerjevi onirični kritiki in tudi v kritiki mladega Nietzscheja glede interpretaciji grške tragedije, pa tudi nemška ilustracija, nagnjena k klasicizmu, ki je upoštevala tudi zagonetno plat antičnih mitov.
Umetnik Carlo Belli je v pismu zbiratelju Feroldiju leta 1939 razpravljal o prednostih slike:
To delo ni zaradi nenavadnosti subjekta veliko, ampak čudeže, ki lahko izhaja iz nenavadnega položaja predmetov, ki sestavljajo pokrajino, ki lahko določi vrednost slike. Je zavestno povzdigovanje človekovega duha na višjo raven, nošenje tega življenja v višje območje, kjer je vse red in svetloba, filozofska tišina in mera [...] na mesto manekenov postavita dve človeški podobi [...] obrazi bodo imeli svoj izraz in ta izraz bo neizogibno potegnil delo na nižjo raven [...] kronika psihološkega utripa [...] ima mesto, ki bi ga moralo imeti vzvišeno [...] Fantastična bitja, ki prebivajo v pokrajini de Chirican, razmišljajo o resničnosti in vlijejo v nas začudenje, ki ga občutijo, ko sedijo na robu večnosti.
Ta slika je kasneje postala navdih za pesem Sylvie Plath The Disquieting Muses, ki se je pojavila v njeni zbirki The Colossus and Other Poems iz leta 1960, in za drugo pesem Marka Stranda Two de Chiricos iz njegove zbirke leta 1998, ki je prejela Pulitzerjevo nagrado, Blizzard of One.
Kopija te slike sje v pisarni Italijanske trgovinske komisije (ITC), 33 East 67th Street, New York City.